# Lázaro Cárdenas del Río, Michoacán de Ocampo
Lázaro Cárdenas del Río är en ort i Mexiko.   Den ligger i kommunen Coahuayana och delstaten Michoacán de Ocampo, i den södra delen av landet, 500 km väster om huvudstaden Mexico City. Lázaro Cárdenas del Río ligger 96 meter över havet och antalet invånare är 111.
Terrängen runt Lázaro Cárdenas del Río är huvudsakligen kuperad, men österut är den bergig. Runt Lázaro Cárdenas del Río är det glesbefolkat, med 20 invånare per kvadratkilometer. Närmaste större samhälle är Coahuayana Viejo, 14,1 km sydväst om Lázaro Cárdenas del Río. I omgivningarna runt Lázaro Cárdenas del Río växer huvudsakligen savannskog.